# Camarlengo
El término camarlengo (de Camerlengo, plural: Camerlenghi, italiano para Chambelán) se utiliza para denominar un título italiano de origen medieval. Se deriva del latín tardío camarlingus, y a su vez, del fráncico Kamerling, que proviene del latín camerarius, que significa «oficial de la cámara» (en general, refiriéndose a la «cámara del tesoro»); sin embargo, el Diccionario de la lengua española (de la Real Academia Española) aporta otra etimología: procede del antiguo franconio kamarling ('camarero') y tiene el mismo étimo que la palabra alemana Kammer (cámara); en rigor, las dos etimologías no se oponen: el italiano camerlengo actual tomó el vocablo del latín tardío (latín medieval), el latín tardío tomó la palabra del francés medieval y el francés medieval del idioma germánico de los francos.

## En la Casa Pontificia
Actualmente, el vocablo se utiliza en la Casa Pontificia para diferentes cargos de honor:
- Camarlengo de la Iglesia católica
- Camarlengo del Colegio Cardenalicio
- Camarlengo del Clero Romano

A algunos cargos en la corte papal se les llamaba chambelanes papales. Aunque generalmente se dan como un premio honorario, la posición conlleva ciertos deberes. A algunos laicos que reciben este honor hoy, se les llama caballeros papales, mientras que a los clérigos se les suele nombrar como Capellán de Su Santidad, una forma de Monseñor.

## En la Corona de Aragón
- Camarlengo, Gran Camarlengo, Camarlengo Mayor o Camarero Mayor (camarlench), título de dignidad en la casa real de Aragón, similar al de Camarero Mayor, en la Corona de Castilla.[1][3]

## En laRepública de Venecia
- Camarlengos de Común (Camerlenghi de Comùn).
- Camarlengo del Consejo de los Diez (Camerlengo del Consiglio dei Dieci).
- Camarlengos de los regimientos (Camerlenghi dei reggimenti).